# Paralopus
Paralopus is een geslacht van wantsen uit de familie van de Miridae (Blindwantsen). Het geslacht werd voor het eerst wetenschappelijk beschreven door Wagner in 1957.

## Soorten
Het genus bevat de volgende soorten:

- Paralopus edithae Linnavuori, 1994
- Paralopus striatus Wagner, 1957